# Біловодське повстання 1918—19
Біловодське повстання 1918—19 — збройний виступ жителів Старобільського повіту проти донських козаків, які, зайняли повіт на прохання та за згодою гетьманського повітового старости Української Держави Гірчіа А.

## Історія
24.XI 1918 населення слободи Біловодська (тепер смт Луганської обл.) і навколишніх сіл, що взяли владу до своїх рук. Але в кінці листопада 1918 р. Біловодськ захопили красновці, які видали наказ про мобілізацію до донської армії. У відповідь на це жителі слободи підняли повстання. Донське командування направило в Біловодськ каральний загін. Повстання було придушене, 50 чоловік розстріляно. Більшовицька підпільна організація в умовах терору готувала новий збройний виступ. 25.XII 1918 р. у Біловодську знову спалахнуло повстання. Переважаючі сили козаків придушили виступ. Повстанці перейшли до партизанської боротьби. 3.I 1919 р. радянські військами захопили цей район.